# كونستانتين ماكاروف
كونستانتين ماكاروف (بالروسية: Макаров, Константин Валентинович)‏ هو عسكري روسي، ولد في 18 يونيو 1931 في تيخورتسك في روسيا، وتوفي في 3 أغسطس 2011 في موسكو في روسيا.